# Jin Ji-hee
Jin Ji-hee (en hangul, 진지희; hanja, 陳智熙; RR, Jin Ji-hui; 25 de marzo de 1999) es una  actriz surcoreana.

## Carrera
Es miembro de la agencia C-JeS Entertainment desde junio de 2019.
Comenzó su carrera como actriz infantil, y es más conocida por su papel en el drama Alone in Love (2006), el cuento de hadas y horror Hansel y Gretel (2007), la sitcom familiar High Kick Through The Roof (2009), y la serie de misterio Schoolgirl Detectives (2014).
En octubre de 2020 se unió al elenco recurrente de la popular y exitosa serie surcoreana Penthouse: War In Life donde dio vida a Yoo Je-ni (Jenny), la hija de Kang Ma-ri (Shin Eun-kyung) y Yoo Dong-pil (Park Ho-san), hasta el final de la serie el 10 de septiembre de 2021.

## Filmografía

### Serie de televisión / webdramas
| Año         | Título                                 | Rol                          | Red        |
| ----------- | -------------------------------------- | ---------------------------- | ---------- |
| 2003        | Yellow Handkerchief                    | Lee Yoo-na                   | KBS2       |
| 2004        | First Love of a Royal Prince           | MBC                          |            |
| 2006        | Seoul 1945                             | Choi Eun-hee                 | KBS1       |
| 2006        | Alone in Love                          | Cho Eun-sol                  | SBS        |
| 2006        | Great Inheritance                      | Koo Dong-joo                 | KBS2       |
| 2008        | East of Eden                           | Lee Ki-soon                  | MBC        |
| 2009        | Ja Myung Go                            | Ra-hee                       | SBS        |
| 2009        | Hometown Legends "The Quiet Village"   | Hyo-eun                      | KBS2       |
| 2009 - 2010 | High Kick Through The Roof             | Jung Hae-ri                  | MBC        |
| 2010        | Birdie Buddy                           | Mi-soo                       | tvN        |
| 2011        | Insu, The Queen Mother                 | Song-yi                      | jTBC       |
| 2012        | High Kick: Revenge of the Short Legged | Hae-ri (cameo, episodio 110) | MBC        |
| 2012        | Moon Embracing the Sun                 | Princesa Min-hwa             | MBC        |
| 2013        | Goddess of Fire                        | Yoo Jung                     | MBC        |
| 2014        | Can We Fall in Love, Again?            | Lee Se-ra                    | jTBC       |
| 2014        | Schoolgirl Detectives                  | Ahn Chae-yool                | jTBC       |
| 2016        | Becky's Back                           | Yang Ok-hee                  | KBS2       |
| 2017        | Fight for My Way                       | Jang Bo-ram                  | KBS2       |
| 2017        | Unni is Alive                          | Kang Ha-sae                  | SBS        |
| 2020        | The Temperature of Talk: Our Nineteen  | Woo Jin-ah                   | tvN, vLive |
| 2020 - 2021 | Penthouse: War In Life                 | Yoo Je-nnie                  | SBS        |
| 2021        | Penthouse: War In Life 2               | Yoo Je-nnie                  | SBS        |
| 2021        | Penthouse: War In Life 3               | Yoo Je-nnie                  | SBS        |
| 2023        | Perfect Marriage Revenge               | Han Yoo-ra                   | MBN        |

### Cine
| Año  | Título                         | Rol                         |
| ---- | ------------------------------ | --------------------------- |
| 2005 | Cello                          | Yoon-hye                    |
| 2006 | Bambi II                       | (doblaje coreano)           |
| 2007 | Hansel and Gretel              | Jung-soon                   |
| 2007 | A Man Who Was Superman         | Hee-jung / Ji-young         |
| 2010 | Oceans (documentary)           | Narración (doblaje coreano) |
| 2011 | Hoichori                       | Joo-yeon / Song-yi          |
| 2012 | Doomsday Book "Happy Birthday" | Park Min-seo                |
| 2013 | Boomerang Family               | Shin Min-kyung              |
| 2014 | The Huntresses                 | Jin-ok                      |
| 2015 | The Throne                     | Princesa Hwawan             |
| 2016 | Take off 2                     |                             |
| 2017 | The Star Next Door             | So Eun                      |

### Programas de variedades
| Año           | Título                                | Red  | Notas                                         |
| ------------- | ------------------------------------- | ---- | --------------------------------------------- |
| 2005          | 방귀대장 뿡뿡이                       | EBS  |                                               |
| 2010–presente | 돼지 날다 2부 "When Pigs Fly, Part 2" |      |                                               |
|               | 꾸러기 탐구생활                       | SBS  | Moderator                                     |
| 2011          | Kim Yu-na's Kiss & Cry                | SBS  | Skating reality show                          |
| 2021          | Knowing Bros (Ask Us Anything)        | JTBC | invitada - junto a Choi Ye-bin y Kim Hyun-soo |
| 2021          | Running Man                           | SBS  | (ep. #581) - invitada                         |
| 2022          | Running Man                           | SBS  | (ep. #595-596) - invitada                     |

### Programas de radio
| Año  | Título      | Notas                          |
| ---- | ----------- | ------------------------------ |
| 2021 | Cultwo Show | invitada - junto a Choi Ye-bin |

### Vídeos musicales
| Año  | Título de la canción | Artista   |
| ---- | -------------------- | --------- |
| 2010 | "Present"            | K.Will    |
| 2012 | "Peace Song"         | Lena Park |

## Premios y nominaciones
| Año  | Categoría                  | Premios                      | Trabajo                    | Resultado |
| ---- | -------------------------- | ---------------------------- | -------------------------- | --------- |
| 2021 | Female Actor – Rising Star | Brand Customer Loyalty Award | -                          | Ganó      |
| 2009 | Best Young Actor/Actress   | MBC Entertainment Award      | High Kick Through The Roof | Ganó      |